# Hidryta nigricoxa
Hidryta nigricoxa là một loài tò vò trong họ Ichneumonidae.